# أسامة خلايلة
أسامة خلايلة (مواليد 6 أبريل 1998) هو لاعب كرة قدم من عرب 48 يلعب في مركز المهاجم في نادي مكابي تل أبيب ومنتخب إسرائيل.
اسامة خلايلة، لاعب كرة قدم من عرب ال48 مواليد السادس من إبريل عام 1998، يلعب في مركز المهاجم في نادي مكابي تل أبيب ومنتخب "اسرائيل" ولد أسامة في مدينة سخنين لعائلة عربية مُسلمة وشقيقة هو لاعب كرة القدم محمد خلايلة .

## مسيرتة مع النوادي الرياضية
خطواتة الاولى في عالم كرة القدم كانت في فرقة الاولاد هبوعل متچاف ولعِب أيضا مع مكابي حيفا ونتانيا ، في عمر السابعة عشر إنضم لمجموعة الشباب لأولاد القدس .[
في السادس من أيار عام 2017 كان أول ظهور لأسامة مع فريق أبناء سخنين وإنتهت المباراة بالخسارة 1-5 أمام بيتار القدس من ضمن دوري" هعال".
في الموسم الدوري الوطني لعام 2019-2020 اصبح أسامة لاعب الفريق وفي الثاني والعشرين من أغسطس سجل هدفة الاول بفوزة على هبوعل إم الفحم 2-3 .[
انهى أسامة موسمة بإحراز 13 هدفًا في 32 مباراة بالدوري وكان جزءًا من إعادة فريقة الى دوري هعال بعد أن فشل في الدوري الوطني في الموسم السابق .
في الثاني والعشرين من يونيو عام 2021 وقّع مع مكابي تل أبيب لمدة 3 سنوات .
في التاسع والعشرين من يونيو سجل أول هدفان له بالزي الرسمي للفريق بفوزه 3-1 على "سوتيسكا نيكشتس" في تصفيات الدوري الإقليمي .[
في السادس من يوليو عام 2022 تم نقلة الى "مكابي بن راينا "من دوري هبوعل لموسم واحد .

## مسيرتة الدولية
لعب في منتخبات الشباب "الإسرائيلية "حتى سن التاسعة عشر وقد شارك في ثماني مباريات في فريق الشباب الإسرائيلي حتى سن الواحدة وعشرون .في تشرين الثاني عام 2022 تم استدعاؤه لأول مرة إلى منتخب "إسرائيل" وفي التاسع من يونيو عام 2021 ظهر للمرة الاولى في زي الفريق حيث شارك كبديل في مباراة ضد البرتغال وإنتهت بخسارة بنتيجة  4-0 .

## روابط خارجية
- أسامة خليله على موقع الاتحاد الأوربي (الإنجليزية)
- أسامة خليله على موقع اتحاد أوكرانيا (الإنجليزية)
- أسامة خليله على موقع قاعدة بيانات كرة القدم.إي يو (الإنجليزية)
- أسامة خليله على موقع ناشيونال فوتبول تيمز (الإنجليزية)
- أسامة خليله على موقع Soccerbase.com (لاعب) (الإنجليزية)
- أسامة خليله على موقع Soccerway.com (الإنجليزية)
- أسامة خليله على موقع عالم كرة القدم.نت (الإنجليزية)